# Wattisham
Wattisham ist ein Dorf und eine Verwaltungseinheit im District Babergh in der Grafschaft Suffolk, England. Wattisham ist 16,5 km von Ipswich entfernt. Im Jahr 2001 hatte es eine Bevölkerung von 99 Einwohnern. Wattisham wurde 1086 im Domesday Book als Wecesham erwähnt.